# Житораджя (община)
Житораджя  (серб. Житорађа) — община в Сербии, входит в Топличский округ.
Население общины составляет 17 597 человек (2007 год), плотность населения составляет 82 чел./км². Занимаемая площадь — 214 км², из них 84,0 % используется в промышленных целях.
Административный центр общины — Житораджя. Община Житораджя включает 30 населённых пунктов, средняя площадь населённого пункта — 7,1 км².

## Статистика населения общины
| Год  | Население, чел. |
| ---- | --------------- |
| 1991 | 19 522          |
| 2001 | 18 328          |
| 2002 | 18 156          |
| 2003 | 18 021          |
| 2004 | 17 887          |
| 2005 | 17 720          |
| 2006 | 17 647          |
| 2007 | 17 597          |